# Stara Bučka
Stara Bučka je naselje v Občini Škocjan.